# Saint-Simon (Lot)
Saint-Simon ist eine französische Gemeinde mit 194 Einwohnern (Stand 1. Januar 2022) im Département Lot in der Region Okzitanien. Sie gehört zum Arrondissement Figeac und zum Kanton Lacapelle-Marival.
Nachbargemeinden sind Thémines im Nordwesten, Théminettes im Norden, Sonac im Osten, Livernon im Süden, Durbans im Südwesten und Flaujac-Gare im Westen.

## Bevölkerungsentwicklung
| Jahr      | 1962 | 1968 | 1975 | 1982 | 1990 | 1999 | 2008 | 2018 |
| --------- | ---- | ---- | ---- | ---- | ---- | ---- | ---- | ---- |
| Einwohner | 133  | 122  | 84   | 108  | 112  | 122  | 139  | 179  |